# 皇海山

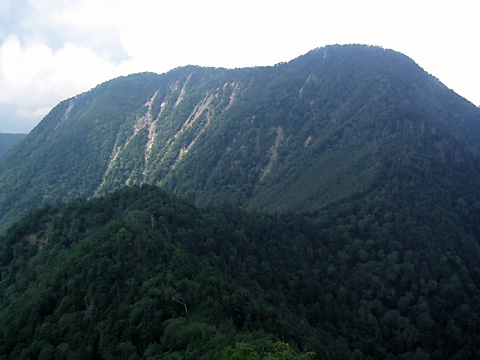

皇海山（日语：皇海山）是一座位於日本栃木縣日光市和群馬縣沼田市交界處的山峰，標高2,144m。皇海山是日本百名山之一。皇海山是一座成層火山，但全山現在都被樹林覆蓋，從外表已很難看出曾是一座火山。

## 外部連結
- 国土地理院 地図閲覧システム 2万5千分1地形図名：皇海山 (南東) （页面存档备份，存于）